# Marriott Marquis Hotel
Le Marriott Marquis Hotel est un hôtel de 169 mètres de hauteur (hauteur du toit) de la chaîne Marriott, construit à Atlanta aux États-Unis en 1985.
L'hôtel est construit autour d'un énorme atrium intérieur qui était le plus grand du monde jusqu'à la construction du Burj Al Arab à Dubaï en 1999. Il va du sous-sol au plafond et est traversé par plusieurs ponts.
L'hôtel comprend 1 674 chambres ; c'est le plus grand du sud-est des États-Unis. L'immeuble comprend aussi 5 restaurants, un club de remise en forme et un centre de conférences.
À sa construction, c'était l'un des plus hauts immeubles d'Atlanta. Le bâtiment est surnommé « l'immeuble enceinte » du fait de ses renflements.
L'architecte est John Portman, qui a construit un grand nombre d'hôtels de grande hauteur dans le monde.